# Peter Christen Alsted
Peter Christen Alsted (28. marts 1864 på Kobbelgaard ved Tørring – 29. oktober 1944 Dortheasminde) var en dansk forfatter, der fik sin første artikel trykt i Nationaltidende 1.10.1889. Derefter bidrog han med talrige tekster til aviser, sangbøger, tidsskrifter (Johannes Jørgensens Taarnet 1894, genoptrykt 1982), årbøger og antologier. Debuterede i 1896 med bogen Røde Syrener. Oldefar til forfatter Peter Alsted.
Han var lærer ved Ry Højskole 1896 – 1903 og derefter ved Uldum Højskole. Hans erindringer, der blev afsluttet omkring 1940, er et stort anlagt værk, der indledende fortsætter moderens beretning fra 1850 med hvad hun fortalte, men ikke selv ville skrive om årene i København 1852 – 61. Han skriver om sit eget livsforløb på landet, i København og til slut om de 40 år i Uldum. Der berettes om hans rejser til Sverige 1897 (Stockholm og Framnäs) og 1901 til Göteborg, samt karakteristikker af en lang række højskolefolk, journalister, digtere og andre litterære personligheder, bl.a. Jeppe Aakjær.
Modtog førsteprisen, Gallia-medalje og diplom som Lauréat de l'Académie des Jeux Florimontains de Chambéry-France for bedste danske mindedigt om Belgiens konge under 1. verdenskrig, Albert I, med sonetten "Da Krigens Rædsler Steg i Alle Lande", 1934.
Gift i 1905 med Thyra Dagmar Hjort-Andersén. Sammen fik de i 1910 datteren Christense-Marie Alsted.

## Udgivelser
- Røde Syrener, Jydsk Forlags Forretning 1896 (Fortælling på vers)
- Cykleviser, 1904
- Den Fremmede, 1904
- Gammel Kærlighed, 1905
- Kærlighedesstien, Folkelæsnings Forlag 1909 (Roman)
- Heden og Haven, Gyldendal 1932
- Thi Kært Er Livet, 1937 (Folkevise-Billeder)
- Gudenaa-Viser og andre vers, Ejnar Munksgaard 1939

## Ekstern henvisning
- Peter Christen Alsted på Dansk Forfatterleksikon
- Litteraturpriser.dk om Peter Christen Alsted